# Bactrocera cheesmanae
Bactrocera cheesmanae är en tvåvingeart som först beskrevs av Perkins 1939.  Bactrocera cheesmanae ingår i släktet Bactrocera och familjen borrflugor. Inga underarter finns listade.